# Château de Nesmy
Le château de Nesmy est un château situé sur la commune de Nesmy, dans le département de la Vendée, en région des Pays-de-la-Loire, en France.

## Historique
D'après une description des monuments historiques en 2009; « Ancienne maison seigneuriale rebâtie à la fin du 18e siècle sur une terrasse remontant sans doute au 16e siècle, accompagnée d'un parc avec plan d'eau, chaussée, île artificielle vers 1800. Parc agricole et paysager aménagé en 1842 par le pépiniériste-horticulteur André Leroy, accompagnant une modernisation du château à la même époque, ainsi que la construction de communs néo-classiques à l'italienne par l'architecte François Léon Liberge. Parc paysager probablement agrandi par les frères Bühler vers 1860, en même temps que la mise au goût du jour du château par l'architecte Guillerot. »
Le domaine et château de Nesmy était la propriété de la famille de Tinguy de Nesmy au XIXe siècle. Il n'a été vendu qu'une fois (à la fin du XVIe siècle) depuis le XIe siècle, et cette vente était interne à la famille.
Le château est partiellement inscrit au titre des monuments historiques en 2008.
Le parc du château de Nesmy, dessiné par André Leroy, et modernisé par les frères Bühler, est caractérisé par ses cônes de vues, par son réseau de cinq étangs et par sa proximité du bourg de Nesmy. Il peut être visité à la saison estivale, ou lors d'événements particuliers, comme les journées du patrimoine ou le Neurodon.